# Aidia salicifolia
Aidia salicifolia là một loài thực vật có hoa trong họ Thiến thảo. Loài này được (H.L.Li) T.Yamaz. mô tả khoa học đầu tiên năm 1970.